# Glaiza de Castro
Glaiza de Castro Galura (nacida el 21 de enero de 1988 en Valenzuela), conocida artíticamente como Glaiza de Castro, es una actriz y cantante pop y r&b filipina conocida principalmente por su trabajo en televisión, así como su colaboración en la pantalla en el programa "Starstruck finales", exalumna de Marky Cielo. En la actualidad trabaja para la GMA-7, donde se ha estado realizando desde 2006.
Después de comenzar su carrera en la GMA en 2001, se trasladó a la red rival televisiva, ABS-CBN, donde interpretó en su mayoría y menores personajes antes de volver a la GMA en 2006. Durante los dos primeros años en su segunda temporada con GMA, ella sigue desempeñando papeles secundarios en la serie como "Boys Sig" denomidano como las puertas y Tesoros de Asia antes de interpretar un personaje de liderazgo en la televisión remake en la película Kaputol ng Isang Awit, otro personaje interpretado que desde entonces se ha considerado la estrella favorita. Desde entonces, ella ha adquirido un mayor reconocimiento por sus personajes tanto en el infame remake de Kung Aagawin Ang Mo Lahat Sa Akin y escalera al cielo. Además de sus apariciones en televisión, ella también ha actuado en una serie de facetas de películas de forma independientes, incluyendo Sukob, Batanes, y Still Life.
Como cantante, Castro hasta el momento ha publicado dos álbumes: Magbalik Ka, publicado en 2001, y el auto-titulado Glaiza, lanzado en 2006.

## Filmografía y televisión

### Filmografía
| Año  | Film                         | Personaje      | Notas                                                       |
| ---- | ---------------------------- | -------------- | ----------------------------------------------------------- |
| 2001 | Cool Dudes 24/7              |                | First Film Role                                             |
| 2002 | Singsing ni Lola             | Tacion         |                                                             |
| 2005 | Miss Pinoy                   |                |                                                             |
| 2006 | Sukob                        | Grace          |                                                             |
| 2006 | Manay Po!                    | Pauleen        |                                                             |
| 2006 | Pacquiao: The Movie          | Cecille        |                                                             |
| 2006 | White Lady                   | Jowee          |                                                             |
| 2006 | Twilight Dancers             |                |                                                             |
| 2006 | Close to You                 | Lance's Cousin |                                                             |
| 2006 | Zsa Zsa Zaturnnah: Ze Moveeh | Dina B.        |                                                             |
| 2007 | Still Life                   | Emma           | Nominated – Golden Screen Award for Best Supporting Actress |
| 2007 | Batanes                      |                |                                                             |
| 2009 | Tarot                        | Teen Nena      |                                                             |
| 2009 | Bente                        | Rise           |                                                             |
| 2009 | Astig                        | Elgine         | Nominated – Gawad Urian Award for Best Supporting Actress   |
| 2009 | Ang Manghuhula               | Claire         |                                                             |
| 2009 | Mano Po 6: A Mother's Love   | Young Melinda  |                                                             |

### Televisión y personajes
| Año       | Show de Televisión                             | Personaje                        | Canales     | Notas                 |
| --------- | ---------------------------------------------- | -------------------------------- | ----------- | --------------------- |
| 2001      | Ikaw Lang Ang Mamahalin                        | Marga's friend                   | GMA Network | First television role |
| 2002/2003 | Berks                                          | Halley                           | ABS-CBN     |                       |
| 2004      | Spirits                                        | Pinky                            | ABS-CBN     |                       |
| 2005      | Ikaw Ang Lahat Sa Akin                         | Magnolia Cortez                  | ABS-CBN     |                       |
| 2006      | Fantastikids                                   | Honey                            | GMA Network |                       |
| 2007/2010 | S.O.P.                                         | Herself                          | GMA Network | Regular Performer     |
| 2007      | Asian Treasures                                | Clara                            | GMA Network |                       |
| 2007      | Boys Nxt Door                                  | Sari                             | GMA Network |                       |
| 2007      | Kamandag                                       | Young Alicia                     | GMA Network |                       |
| 2008      | Sine Novela: Kaputol ng Isang Awit             | Sarah Monteza                    | GMA Network |                       |
| 2008      | Dear Friend: Igorota                           | Guest role                       | GMA Network |                       |
| 2008/2009 | Gagambino                                      | Leah Abuento/Super Bee           | GMA Network |                       |
| 2009      | Sine Novela: Kung Aagawin Mo Ang Lahat Sa Akin | Gladys Andrada                   | GMA Network |                       |
| 2009      | SRO Cinemaserye: Eva Castillo Story            | Teenage Eva Castillo             | GMA Network |                       |
| 2009      | Stairway to Heaven                             | Eunice                           | GMA Network |                       |
| 2010      | Diva                                           | Tiffany                          | GMA Network |                       |
| 2010      | Diz Iz It                                      | Guest Celebrity Judge            | GMA Network |                       |
| 2010      | Party Pilipinas                                | Herself / Co-Host / Performer    | GMA Network |                       |
| 2010      | Laff En Roll                                   | Herself / Co-Host                | GMA Network |                       |
| 2010      | Claudine Presents: A Love Story                | Various Roles                    | GMA Network |                       |
| 2010      | Show Me Da Manny                               | Guest                            | GMA Network |                       |
| 2010      | Grazilda                                       | Grazilda                         | GMA Network |                       |
| 2010      | Beauty Queen                                   | Teresita San Miguel              | GMA Network |                       |
| 2011/2012 | Amaya                                          | Binayaan / Yang Tersayang†       | GMA Network |                       |
| 2012      | Biritera                                       | Mikaela                          | GMA Network |                       |
| 2012      | Tweets For My Sweet                            | Kimberly                         | GMA Network |                       |
| 2012      | Temptation Of Wife                             | Heidi Fernández                  | GMA Network |                       |
| 2013      | Vampire Ang Daddy Ko                           | Vavavoom                         | GMA Network |                       |
| 2013      | Magpakailanman:The Susan Fuentes Story         | Susan Fuentes                    | GMA Network |                       |
| 2013      | Magpakailanman:The Glaiza de Castro Story      | Herself                          | GMA Network |                       |
| 2013      | Katipunan                                      | Gregoria de Jesus                | GMA Network |                       |
| 2013      | Genesis                                        | Ruffa Samuel / Coronela          | GMA Network |                       |
| 2013      | Wagas                                          | Pia Arcángel                     | GMA News TV |                       |
| 2014      | Magpakailanman: Kambal na Lihim                | Aleli & Ayani                    | GMA Network |                       |
| 2014      | Rhodora X                                      | Isabella Abanes                  | GMA Network |                       |
| 2014      | Magpakailanman: Magkasalo sa Pugad             | Francia                          | GMA Network |                       |
| 2014      | Dading                                         | Beth                             | GMA Network |                       |
| 2014      | Ang Dalawang Mrs. Real                         | Gabriella Sta. Maria-Montealegre | GMA Network |                       |
| 2015      | The Rich Man's Daughter                        | Althea Guevarra                  | GMA Network |                       |
| 2018      | Contessa                                       |                                  | GMA Network |                       |
| 2021      | Nagbabagang Luha                               |                                  |             |                       |

## Discografía
- Magbalik Ka (2001)
- Glaiza (2006)